# Skip Thoren
Duane W. „Skip” Thoren (ur. 5 kwietnia 1943 w Rockford) – amerykański koszykarz, występujący na pozycji środkowego.

## Osiągnięcia
Na podstawie, o ile nie zaznaczono inaczej.
NCAA
- Uczestnik rozgrywek Elite 8 turnieju NCAA (1963)
- Mistrz sezonu regularnego Big Ten (1963)
- Wybrany do:
  - II składu NCAA All-American (1965 przez Converse, Associated Press)
  - III składu NCAA All-American (1965 przez NABC, United Press International)
  - koszykarskiego składu stulecia uczelni Illinois – Illini Men's Basketball All-Century Team (2004)
  - Galerii Sław Koszykówki stanu Illinois (1974)

Europa
- Mistrz:
  - Pucharu Europy Mistrzów Krajowych (1966)
  - Włoch (1966)
  - Latin Cup (1966)

ABA
- Uczestnik meczu gwiazd ABA (1969)[3]
- Lider ABA w liczbie zbiórek w ataku (391 – 1969)[3]